# Traumindikatoren der Veränderung
Traumindikatoren sind Elemente in Träumen, die Hinweise auf Verarbeitungsmechanismen im Erleben liefern. Sie lassen sich mit Hilfe Traumanalysemethoden anhand speziell definierter Kategorien identifizieren. Die Kategorien beruhen auf theoretischen Überlegungen zum Gedächtnis, Affektregulation wie sie in der psychoanalytischen Theorie Freuds beschrieben wurden.

## Theoretischer Hintergrund
Im Erscheinen von Freuds Traumdeutung sehen vielen die Geburtsstunde der Psychoanalyse. Auch heute noch betrachten viele klinisch tätigen Psychoanalytiker den Traum als die “via regia zum Unbewussten”, als zentrale Quelle von Erkenntnissen in ihrer „spezifischen Wissenschaft des Unbewussten“. Doch, haben sich in den letzten Jahren für die psychoanalytische Traumforschung neue Chancen für den interdisziplinären Dialog mit den angrenzenden Wissenschaften ergeben.

Mit der Entdeckung der raschen Augenbewegungen bei Säuglingen begann ein neues Kapitel der Traumforschung. Der biologische Traumprozess rückte ins Zentrum der Forschung, während die psychologische Traumforschung und -deutung eher in den Hintergrund verbannt wurde. Erst in den beiden letzten Jahrzehnten versuchten verschiedene Forschergruppen, neurobiologische und psychologische Traumforschung in neuer Weise zu verbinden. Die psychoanalytische Traumtheorie und -deutung erfuhr ein neues Interesse und löste heftige Kontroversen aus. Die bekannteste fand zwischen Allan J. Hobson und Mark Solms statt. In einer neuen Arbeit zum Thema „Hobson's protoconsciousness and Freud's primary process“, zeichnet Solms (2012) eine Annäherung des biologisch orientierten Hirnforschers Hobson an Freuds Traumtheorie nach.

## Historische Anmerkungen
Wie Fischmann, Leuzinger-Bohleber und Kächele (2012, S. 834ff.) skizzieren, kann Freuds ausführliche Darstellung einer fast vollständige Analyse des Irma – Traums als Markenstein der psychoanalytischen Traumforschung gelten (Freud 1900a). Dank der ausführlichen Dokumentation der einzelnen Interpretationsschritte bei der Traumdeutung machte es Freud möglich, sein Verständnis kontrovers zu diskutieren und seine Konzepte kritisch weiterzuentwickeln. Franz Alexander (1925) untersuchte als erster „Traumpaare und Traumreihen“ und entdeckte das Phänomen der Wiederholung von Trauminhalten. Damit verbunden war die Frage, warum in Traumserien immer wieder die gleichen Problemstellungen bearbeitet werden. Thomas French (1952, 1954, 1958) postulierte in seinem drei-bändigen Werk „The Integration of Behavior“, dass jeder Traum eine charakteristische logische Struktur aufweist. Zudem zeigen Träume eines bestimmten Individuums logische Strukturen auf, die auf ungelöste unbewusste Konflikte dieser Person hinweisen.

Weniger bekannt geworden ist, dass Alexander Mitscherlich (1947) 103 Träume einer Analysandin publizierte, um daran zu illustrieren, was die Patientin mit diesen Träumen mitzuteilen versuchte. In den 1960er Jahren legten Enke und seine Mitarbeiter eine formale Affekt- und Beziehungsanalyse von psychosomatischen Patienten vor. Geist & Kächele (1979) nutzten die erste auf Tonband aufgezeichnete Psychoanalyse von Helmut Thomä, um bestimmte Traumkonfigurationen präzise zu untersuchen. Sie eröffneten damit neue Möglichkeiten der empirischen Traumforschung in der Psychoanalyse. Leuzinger-Bohleber (1987) untersuchte Veränderung kognitiver Prozesse zuerst anhand eines Traumtagebuchs eines transvestitischen Analysanden und entwickelte daran eine Reihe von Hypothesen zu Veränderungen des manifesten Trauminhalts sowie des Umgangs mit Träumen in einer, aufgrund verschiedener Perspektiven, als erfolgreich beurteilten Psychoanalyse. Anschließend wurden diese Hypothesen mit einer computerunterstützten, theoriegeleiteten Inhaltsanalyse anhand der Traumerzählungen der ersten und letzten 100 Analysestunden von vier tonbandaufgezeichneten psychoanalytischen Behandlungen abgestützt (Leuzinger-Bohleber 1989). In den Träumen der Endphase der erfolgreichen Psychoanalysen erweitert sich das Spektrum der Affekte in den manifesten Trauminhalten (Motive der Freude, der Überraschung, des Stolzes, des Triumphes, der Trauer, der Distanzierung etc. Angstträume waren seltener als zu Beginn der Behandlung, kamen aber immer noch vor). Zudem finden sich mehr gelungene als misslungene Problemlösungen. Weiter ist das Traum-Ich seltener in der Beobachterposition und aktiver. Schließlich tauchen reifere Objektbeziehungen und mehr Menschen als Tierdarstellungen auf (vgl. Leuzinger-Bohleber 1989).

„Zu einem späteren Zeitpunkt wurde untersucht, wie die Entwicklung über den gesamten Verlauf einer dieser vier psychoanalytischen Behandlungen, den der Patientin Amalie X bewertet werden kann (Kächele et al. 1999). Die ausschließliche Untersuchung der Träume der  Anfangs – und Endphase der Behandlung lässt offen, wie sich Veränderungsprozesse im Verlauf der Therapie gestalten. Wir fanden sowohl Verläufe von Messgrößen mit Variationen um einen Mittelwert in der Intensität (wie z. B. in den aggressiven und ängstlichen Emotionen) als auch Veränderungen von Parametern, die sich entlang der Zeitachse abwärts oder aufwärts bewegen. Überraschend war der Befund, dass die Patientin Amalie X schon zu Behandlungsbeginn spezielle Traum-Fähigkeiten aufweist. Von Beginn an zeigt sie die Fähigkeit, aktiv Beziehungsmuster in ihrem Träumen zu organisieren. Die Veränderungen zeigten sich in der Qualität dieser Beziehungen: diese wurden freundlicher und sorgender.
Beeindruckend sind die systematischen Veränderungen über die Zeit in der Traumatmosphäre: selbst-bezogene negative Emotionen nehmen deutlich ab: hingegen weisen objekt-bezogene negative Emotionen eine stabile Variabilität um einen Mittelwert auf, zeigen keine Trends, weder auf- noch abwärts. Über den Verlauf setzt sich in den Träumen der Patientin eine Fähigkeit zu erfolgreichen Problemlösungsstrategien immer deutlicher durch“ (vgl. Fischmann, Leuzinger-Bohleber und Kaechele, 2012, S. 836).
Weitere, interessante Studien wurden im Bereich der experimentellen Schlaftraumforschung durch Psychoanalytiker durchgeführt. Mit der Möglichkeit die physiologischen Merkmale des Schlafes zu messen, war es möglich geworden, mit gezielten Weckungen aus verschiedenen Schlafphasen Träume im Schlaflabor zu erheben. In Laborexperimenten konnte so u. a. die Beeinflussbarkeit von Träumen durch visuelle und akustische subliminale Stimulation vor dem Einschlafen  sowie die Bedeutung des Traums für das Gedächtnis untersucht werden.

## Klinische und extraklinische Traumforschung

### Gegenüberstellung von klinischer und extraklinischer Traumforschung in der LAC-Depressionsstudie
Bekanntlich ist es in der extraklinischen Traumforschung aus methodischen Gründen sehr viel einfacher den manifesten Trauminhalt zu untersuchen: Die Arbeit am latenten Trauminhalt u. a. durch ein systematisches Verfolgen der Assoziationen zum Traum in der analytischen Sitzung und dem Versuch, darin Indikatoren für das aktuelle Übertragungs-/Gegenübertragungsgeschehen zu finden, stellt extraklinische Forscher vor anspruchsvolle methodische Probleme. Obschon einzelne Psychoanalytiker wie Jiménez (2012) prinzipiell in Frage stellen, ob das Konzept des latenten Trauminhalts in der heutigen klinischen Praxis noch relevant ist, zeigen die aktuellen Erfahrungen in der LAC-Depressionsstudie, dass für die psychoanalytischen Kollegen durchaus ein Verstehen latenter Sinngehalte von Träumen und deren Bezug zum aktuellen Übertragungsgeschehen wichtiger Teil ihrer Behandlungstechnik ist. Das systematische Nachdenken über latente Sinnstrukturen in den Träumen bildet für viele von ihnen eine wichtige Quelle von Einsichten von bis ins Unbewusste hineinreichende Veränderungen ihrer Langzeitpatienten. Daher scheint uns die Frage nach der Bedeutung des latenten Traumgedankens immer noch offen. Allerdings kann sie nur durch klinisch-psychoanalytische Forschung systematisch verfolgt werden, wie im Folgenden kurz illustriert werden soll.

### Systematische klinisch-psychoanalytische Traumforschung im Rahmen der LAC Studie
Die Klippen der klinisch-psychoanalytischen Forschung sind bekannt. Sie reichen von der zufälligen Auswahl und Zusammenfassung des klinischen Materials, um eine bestimmte theoretische Sichtweisen zu belegen, von in sich hermeneutisch abgeschlossenen Argumentationslinien, narzisstisch anmutenden Überlegungen an Stelle von selbstkritisch-offenen Reflexionen von klinischen Beobachtungen bis hin zu der Präsentation von psychoanalytischen „Starfällen“ statt „normaler“ oder sogar gescheiterter Behandlungen. Weiter besteht vor allem bei Ausbildungsfällen die Gefahr einer (unbewussten) Konstruktion von erwünschen psychoanalytischen Einsichten, die vorherrschenden und in Mode stehenden theoretischen Konzepten entsprechen und diese dadurch immer und immer wieder „bestätigen“. Damit werden neue, innovative Entwicklungen und unkonventionelle Ideen in der Psychoanalyse eher behindert. Dennoch halten wir es, wie viele heutige Psychoanalytiker, in der LAC-Depressionsstudie für wichtig, das Kind nicht mit dem Bade auszuschütten und gänzlich auf klinisch-psychoanalytische Traumforschung zu verzichten, denn auf der klinisch-psychoanalytischen Forschung beruhen trotz all dieser Schwierigkeiten die allermeisten bisher in der Psychoanalyse gewonnener Einsichten zu unbewussten Phantasien und Konflikten (vgl. dazu Leuzinger-Bohleber, 2010 a,b). Daher versucht u. a. die „Projectgroup for Clinical Observation“ der International Psychoanalytical Association die Qualität der klinisch-psychoanalytischen Forschung zu verbessern (vgl. Website der International Psychoanalytical Association).

Eine Möglichkeit, den eben erwähnten Gefahren klinischer Forschung zu begegnen, ist die psychoanalytische Expertenvalidierung, die in der DPV Katamnesestudie entwickelt und seither in verschiedenen Studien angewandt wurde (vgl. dazu u. a. Leuzinger-Bohleber, Rüger, Stuhr & Beutel 2002; Leuzinger-Bohleber, Engels & Tsiantis 2008). Sie zielt darauf ab, Verzerrungen der subjektiven Wahrnehmung z. B. durch unerkannte Gegenübertragungsprobleme systematisch durch psychoanalytische Experten in einer Gruppe zu erkennen und zu korrigieren. Dadurch wird, wie gleich exemplarisch aufgezeigt wird, die Qualität der klinisch-psychoanalytischen Forschung erhöht.

Ausgangspunkt für die systematische klinisch-psychoanalytische Traumforschung im Rahmen der LAC Studie sind die wöchentlichen klinischen Konferenzen, in der die laufenden Behandlungen in Intervisionsgruppen regelmäßig vorgestellt und diskutiert werden. Zudem findet dreimal im Jahr ein klinischer Workshop statt, zu dem z. T. gezielt Experten eingeladen werden. Die detaillierten klinischen Beobachtungen werden mit den Konzeptualisierungen, wie sie im „Manual for Treating Chronic Depressed Patients“ von David Taylor (vgl. auch Taylor 2010) enthalten sind und die in der anfänglichen Schulung der LAC Therapeuten diskutiert wurden, in Beziehung gesetzt und mit eigenen Überlegungen verbunden. Die in dieser „klinisch-psychoanalytischen Forschung“ gewonnenen Einsichten werden von den Therapeuten in systematischen Einzelfallstudien zusammengefasst und nach mehreren „Kontrollschritten“, die in der Methode der psychoanalytischen Expertenvalidierung festgelegt sind, publiziert (vgl. dazu Westenberger-Breuer & Maccarrone Erhardt 2010; Sturmfels 2010; Leuzinger-Bohleber 2012). Da die Kolleginnen der klinischen Konferenzen die laufenden Behandlungen gut kennen, wird deren „Expertenwissen“ als systematische Hilfestellung beim Verfassen der Falldarstellungen und dem Verstehen und Verschriftlichen von „narrativen Wahrheiten“ genutzt. Sowohl bei der Auswahl des Fokus der Falldarstellung, des präsentierten klinischen (Stunden)Materials sowie der theoretischen Überlegungen werden die Kollegen einbezogen und als kritische Leser eingesetzt. Um diese „klinischen Wahrheitsfindungsprozesse“ hier verkürzt zu charakterisieren: Die psychoanalytische Peergroup wirkt als sensible Kontrolle der Kommunikation „narrativer Wahrheit“ im Fallbericht: Vor den Kollegen einer Peergroup will eine Autorin nicht als jemand dastehen, der problematisches klinisches Material weglässt, beschönigt oder sogar verfälscht. Die Kollegen werden daher schon im Prozess des Schreibens zu guten, aber auch kritischen inneren und äußeren Objekten und dadurch gewissermaßen zu Garanten der „narrativen Wahrheit“ der Fallberichte.

In der erwähnten Publikation haben Fischmann, Leuzinger-Bohleber und Kaechele (2012) exemplarisch illustriert, wie in der LAC Studie diese klinisch-psychoanalytische mit extraklinisch-psychoanalytischer Traumforschung im Schlaflabor verbunden wird (S. 847ff.). Es war für die Autoren überraschend, wie gut sich die klinisch-psychoanalytischen Einsichten zur Traumveränderungen der Klinikerin (M. Leuzinger-Bohleber) mit jenen, „blind“ von T. Fischmann vorgenommenen extraklinischen Analysen der Träume deckten – nach ihrer Auffassung eine gute Möglichkeit einer externen Validierung von klinisch-psychoanalytischer Forschung.

### Gegenüberstellung von Therapie und Laborträumen in der LAC-Depressionsstudie
Eine relativ kleine Anzahl der chronisch depressiven Patienten der LAC-Studie waren bereit, ihr meist gravierend gestörtes Schlafverhalten auch im Schlaflabor zu untersuchen. Sie wurden während der REM Traumphasen geweckt und gebeten, ihre Träume zu erzählen. Auch am Morgen wurden sie gebeten, ihre Träume zu berichten.
Diese auf Tonband aufgezeichneten Träume wurden transkribiert und mit dem Traumkodierungsmodell von Moser und von Zeppelin (1996) analysiert. Auch in diesem Modell werden ausschließlich die manifesten Trauminhalte untersucht. Doch stützen sich die Autoren auf ein elaboriertes Modell der Traumgenerierung und erfassen daher sehr wohl latenten Trauminhalte, die sie allerdings teilweise anders als in der „klassischen“ Traumtheorie verstehen.
Kurz zusammengefasst wird in diesem Modell postuliert, dass sogenannte Traumkomplexe – aktiviert durch aktuelle Ereignisse – sämtliche Informationen ungelöster Konflikte und traumatischer Situationen während des Träumens verarbeiten. Der Traum sucht nach einer Lösung, oder besser gesagt, nach der best-möglichen Adaptation dieser Traumkomplexe. Ein Traum, der in der Regel ein bildhaftes Geschehen ist, besteht aus mindestens einer Situation, die durch einen „Traum-Organisator“ hervorgebracht wird. Die Traumorganisation ist in diesem theoretischen Verständnis ein Bündel von affektiv-kognitiven Prozessen, die eine Mikrowelt kreiert – den Traum – und deren Handlungen gleichzeitig bestimmt. Innerhalb dieses Systems stellt der Traumkomplex eine Vorlage dar, die die eigentliche Traumorganisation ermöglicht.
So wird postuliert, dass ein Traumkomplex einem oder mehrerer solcher Komplexe entstammt, die im Langzeitgedächtnis gespeichert sind. Diese Komplexe wiederum wurzeln in konflikthaften und/oder traumatischen Erfahrungen, die uns in Form von Introjekten kondensiert wieder begegnen. Sie entsprechen dem Freud´schen latenten Traumgedanken (siehe Latenter Trauminhalt). Aktiviert werden sie durch von außen kommende Stimuli, die strukturell den gespeicherten Situationen der Komplexe ähneln und nach einer Lösung drängen. Die gesuchte Lösung dieser Komplexe wird bestimmt durch das Bedürfnis nach Sicherheit und dem Wunsch nach Teilhabe. Moser und von Zeppelin (1996). fassten diese Prozesse in den beiden Prinzipien „security“ und „involvement“ zusammen. Sie determinieren die Traumorganisation.
Wünsche spielen innerhalb dieser Komplexe eine spezifische Rolle, indem sie die Vorstellungen vom eigenen Selbst mit denen über andere (Selbst- und Objektmodelle) sowie mit generalisierten Interaktionsrepräsentationen (RIG: representation interaction generalised, das heißt, wie das Selbst sich vorstellt, dass das Miteinander in der Regel vonstattengeht) verbinden.
Konflikthafte Komplexe sind Bereiche gebündelter Wünsche, RIGs und Selbst- und Objektmodelle mit repetitivem Charakter, die gekennzeichnet sind durch ungebundene affektive Information. Affekte innerhalb solcher Bereiche sind vernetzt durch sogenannte k-Linien, aber gleichzeitig blockiert und somit nicht lokalisierbar. Um diese konflikthaften Komplexe zu lösen, ist es nötig die affektive Information zurück in eine Beziehungsrealität zu holen, um sie so wieder erlebbar zu machen. Dies wird in Träumen versucht, die die Funktion haben, eine Lösung für die Komplexe zu finden (vgl. dazu auch Moser, 2013, Moser & Hortig, 2014, Hortig u. Moser, 2012a,b).

Fischmann, Leuzinger-Bohleber u. Kaechele (2012, p. 840ff.) konnten exemplarisch zeigen, dass über die Analyse der manifesten Trauminhalte eines Analysanden aus der LAC-Depressionsstudie Laborträumen mit Hilfe einer empirisch validierten Methode (Doell-Hentschker 2008), klinisch relevante Fortschritte ermittelt werden konnten.

So zeigte der Vergleich der klinischen Träume vom Beginn der Psychoanalyse mit jenen aus dem 3. Jahr der Analyse, systematische Veränderungen in der Beziehungsmustern des Analysanden. In den ersten Träumen war der Träumer meist allein: niemand half ihm seine Ängste, Panik und Verzweiflung zu ertragen. Der Aktionsraum des Träumer steigert sich und das emotionale Spektrum wird größer (in den Träumen vom Beginn der Analyse finden wir häufig nur Panik – im dritten Jahr der Analyse beobachten wir Überraschung, Freude, Befriedigung, Humor, aber auch Angst und Schmerz).
Auch die Traumatmosphäre verändert sich beachtlich mit der Zunahme an Affekt-Vielfalt, aber auch an Intensität und durch die Abnahme der manifesten Angst. Die zunehmende Fähigkeit des Träumers verschiedene und sogar widersprüchliche Emotionen wahrzunehmen wird immer deutlicher. Neue Gefühle von Ärger und Wut aber auch positive wie Zuneigung, Zärtlichkeit und sexuelle Anziehung tauchen zum Ende des zweiten Behandlungsjahres auf. Das Traumsubjekt ist nicht mehr ein (distanzierter) Beobachter, sondern nimmt aktiv teil und ist in intensiven emotionalen Interaktionen mit anderen involviert.
Darüber hinaus, weisen die Träume im dritten Jahr der Analyse deutlichere Problemlösungsstrategien (mehr erfolgreiche als nicht-erfolgreiche Problemlösungen) und ein breiteres Spektrum verschiedener Problemlösungsstrategien auf. Das Traumsubjekt ist nicht mehr überflutet – wie dies für traumatischen Situationen typisch ist, wo der Träumer extreme Hilflosigkeit und Handlungsunfähigkeit erlebt. In seinen Träumen erlebt der Analysand am Ende seiner Psychoanalyse hilfreiche Objekte, die bereit sind, ihn zu unterstützen. Dies ist ein wichtiger Indikator für die veränderte innere Objektwelt des extrem traumatisierten Patienten.
Die Übereinstimmung der klinischen und extra-klinischen Analyse ist beachtlich, ein für die wissenschaftliche Perspektive überaus wichtiger Aspekt. Allerdings bietet die klinische Fallstudie mehr psychodynamisch relevante klinische und strukturelle Information als die extra-klinische, welche sich mit dem manifesten Trauminhalt begnügt und auch keine weiteren biografischen Daten zur Verfügung hat, mit welchem die Ergebnisse ihrer Analyse untermauert werden könnte. Andererseits konsolidiert die Übereinstimmung der Befunde die Reliabilität der klinischen Fallanalyse, was wiederum die Methode der klinischen Fallstudie untermauert.
Daher verfügen wir in der heutigen Psychoanalyse über vielfältige methodische Zugangsweisen in der klinischen und extraklinischen Traumforschung der Psychoanalyse. Dies öffnet neue Chancen für die Psychoanalyse. Wie Fischmann, Leuzinger-Bohleber und Kächele (2012) anhand eines Einzelfalls aus der noch laufenden LAC-Depressionsstudie skizzierten, kann im Rahmen dieser Studie einerseits anhand von differenzierten Einzelfallstudien ein Beitrag zur klinisch-psychoanalytischen Traumforschung geleistet werden. Andererseits stehen heute dank der Entwicklungen in der Therapieforschung, wie sie u. a. an der Universität Ulm (von der Forschergruppe von Horst Kächele und Helmut Thomä), an der Universität Zürich (von der Forschergruppe von Ulrich Moser und Vera Hortig) und am Sigmund-Freud-Institut, Frankfurt (Forschergruppe: Marianne Leuzinger-Bohleber, Tamara Fischmann, Margerete Schött, Anna-Christine Schmidt, Jannis Pohl, Patrick Rachel, Teresa Pleitner früher Stephan Hau)initiiert wurden, eine Reihe von anspruchsvollen, extraklinischen Untersuchungsmethoden zur Veränderung des manifesten Trauminhalts während Psychoanalysen zur Verfügung. Die Forschergruppen in Zürich und am Sigmund-Freud-Institut entwickeln, in Zusammenarbeit mit S. Doell-Hentschker eine Schulung in den Analyse manifester Trauminhalte.
Ergebnisse, die mit solchen Methoden gewonnen wurden, werden auch von Vertretern der nichtpsychoanalytischen Wissenschaftswelt akzeptiert und öffnen daher neue Türen zum interdisziplinären Dialog der Psychoanalyse mit anderen Wissenschaften. Besonders überzeugend schien uns die Möglichkeit, Träume, wie sie in der klinisch-psychoanalytischen Situation erzählt wurden, mit solchen zu vergleichen, die von den Analysanden der LAC-Depressionsstudie völlig unabhängig davon, zum gleichen Zeitpunkt im Schlaflabor berichtet wurden (vgl. dazu auch Fischmann, Russ und Leuzinger-Bohleber, 2013).
Klinische und extraklinische Traumforschung miteinander zu verbinden stellt eine große Herausforderung für die heutige Psychoanalyse dar. Es gehört zu den Stärken der klinisch-psychoanalytischen Forschung, dass sie Einsichten in das komplexe Zusammenwirken unbewusster Phantasien und Konflikte bei der Entstehung und dem Überdauern von psychopathologischen Symptomen, wie z. B. einer chronischen Depression, narrativ kommunizieren kann. Falls die Narration gelingt, kann auch Laien ein Eindruck vermittelt werden, was in einer psychoanalytischen Behandlung wirklich geschieht. Bekanntlich können manche Erkenntnisse “nur erzählt, und nicht gemessen werden”
Auf der anderen Seite ist die Psychoanalyse, wie jede andere wissenschaftliche Disziplin, heute verpflichtet, die kurz- und nachhaltige Wirkung ihrer Behandlungen für die Öffentlichkeit nachvollziehbar zu belegen. Dies bedeutet, dass sich auch psychoanalytische Behandlungen in Designs, die den Kriterien der evidence based medicine folgen, überprüfen lassen müssen, wie es derzeit in der LAC-Depressionsstudie geschieht.